# Margaret Moth
Margaret Gipsy Moth, nom de naixement Margaret Wilson, (Gisborne, 21 d'agost de 1951 – 21 de març de 2010) va ser una fotoperiodista nascuda a Nova Zelanda que va treballar per a la CNN.
Va estudiar a la Universitat de Canterbury a Christchurch, on es va especialitzar en fotografia i cinema.
Wilson va ser la primera operadora de càmera de notícies a Nova Zelanda i Austràlia. A la dècada de 1970, va treballar per a l'emissora local DNTV2 a Dunedin, temps durant el qual va descobrir la seva passió pel paracaigudisme. Després va començar a treballar per al canal nacional TVNZ. El 1976, TV One la va contractar com a càmera en una sèrie documental sobre els problemes que afecten les dones neozelandeses, anomenada Women. Va ser realitzada amb un equip íntegrament femení i produïda per Deidre McCartin.
Va canviar el seu nom «perquè hi havia massa Margarets i massa Wilsons», i volia ser Margaret Tiger Moth, ja que el seu primer salt en paracaigudes havia estat des d'un avió Tiger Moth, però els funcionaris li van negar el permís, així que el va canviar a Margaret Gipsy Moth.
El 1980, Moth es va traslladar als Estats Units i va treballar per a KHOU a Houston, durant uns set anys abans de passar a la CNN el 1990.
Moth va cobrir la Guerra del Golf Pèrsic de 1990, els disturbis que van seguir l'assassinat d'Indira Gandhi, la guerra civil a Tbilisi, la guerra de Bòsnia, i altres zones de conflicte com el Líban, el Zaire, Somàlia i Txetxènia.
El 23 de juliol de 1992, Moth va rebre un tret i va resultar greument ferida mentre filmava a l'avinguda dels Franctiradors, a Sarajevo. Se li va trencar la mandíbula, va patir danys considerables al cos i va perdre el coneixement de la parla. Malgrat les ferides, va tornar a treballar a Sarajevo el 1994, després d'haver acceptat que treballar en una zona de guerra comporta riscos. El 2002, treballant amb el presentador de la CNN Stefan Kotsonsis, va cobrir un gran atac israelià a Cisjordània. Quan les tropes de les Forces de Defensa d'Israel van envoltar completament el complex de Iàsser Arafat, Moth va filmar un grup de metges que protestaven contra el toc de queda i que van caminar cap als soldats.
El 1992, Moth va guanyar un premi al coratge periodístic de la International Women's Media Foundation.